# Expo 1968
L'Esposizione specializzata del 1968 (ufficialmente Hemisfair 1968 – San Antonio) venne organizzata dalla città di San Antonio (USA) dal 6 aprile al 6 ottobre. Una delle motivazioni per l'organizzazione dell'evento fu il 150º anniversario della fondazione della città.

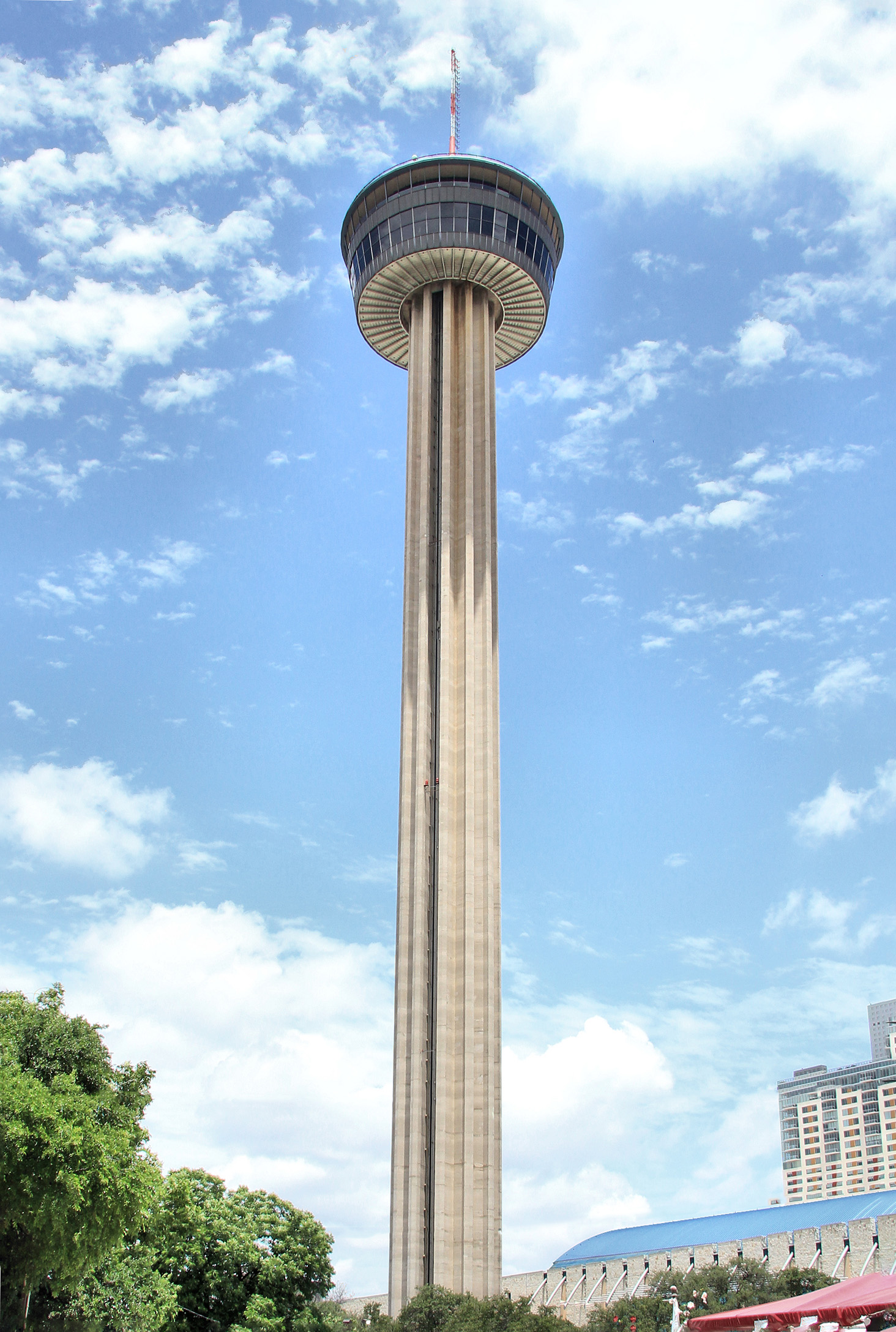
La torre delle Americhe